# Boophis tsilomaro
A Boophis tsilomaro a kétéltűek (Amphibia) osztályába, a békák (Anura) rendjébe és az aranybékafélék (Mantellidae) családjába tartozó faj.

## Nevének eredete
Nevét a malgas tsilo (tüske) és a maro (sok) szavakból alkották, amellyel a párzó hímek hátán és mellén található jellegzetes bőrkeményedésekre utaltak.

## Előfordulása
Madagaszkár endemikus faja.  A sziget északnyugati oldalán, a Sahamalaza-félszigeten, 170 m-es tengerszint feletti magasságban honos.

## Megjelenése
Közepes méretű békafaj. A hímek hossza 52,8–64,1 mm, a nőstényeké 49,1–57,9 mm. 

## Természetvédelmi helyzete
A vörös lista a súlyosan veszélyeztetett fajok között tartja nyilván.